# Rüstwagen
Ein Rüstwagen (RW) ist ein Feuerwehrfahrzeug, das bei der technischen Hilfeleistung eingesetzt wird.
Dazu steht umfangreiches Werkzeug und Spezialgerät zur Verfügung, mit dem Personen nach Unfällen (insbesondere im Straßenverkehr) aus ihren Notlagen befreit werden, umweltschädigende Substanzen aufgefangen, Einsatzstellen ausgeleuchtet und diverse andere Aufgaben erfüllt werden können.
Die Besatzung besteht jedoch nur aus drei Mann, genauer: einem Trupp (0/1/2/3). Darum wird der Rüstwagen praktisch nie allein, sondern zusammen mit anderen Fahrzeugen im Rüstzug oder auch zur Unterstützung eines Löschzugs eingesetzt. Mancherorts wurde der Rüstwagen – entgegen der Norm – auch mit einer sechsköpfigen Staffel- oder sogar mit einer neunköpfigen Gruppenbesatzung gebaut.

## Geschichte

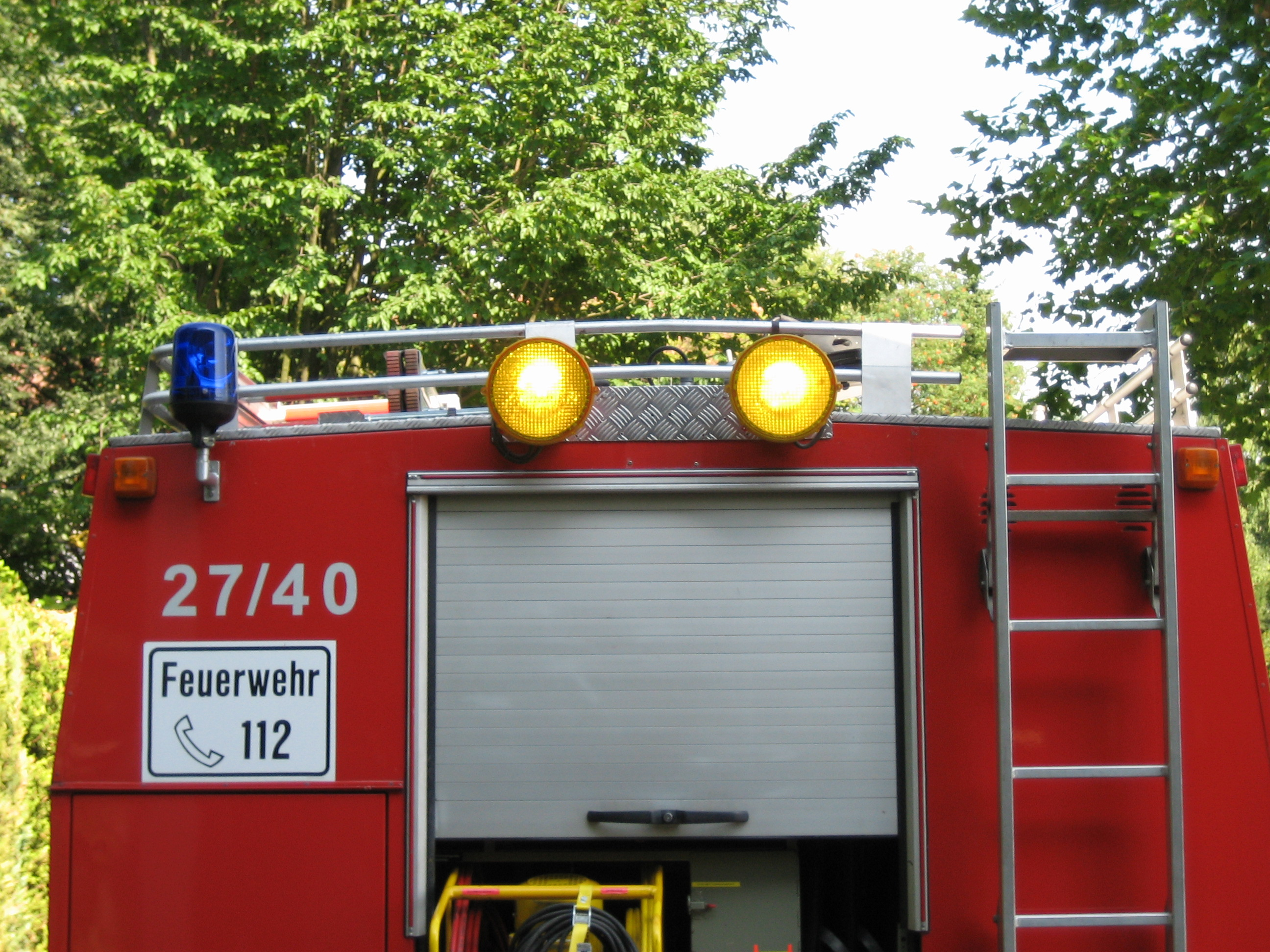
Verkehrswarneinrichtung eines RW 1

Der Rüstwagen entstand, als die Ausrüstung der Feuerwehren für Hilfeleistungseinsätze zu komplex wurde, um zusammen mit Löschmitteln auf einem Löschfahrzeug verlastet zu werden. Ursprünglich wurden die meist dem Katastrophenschutz beigeordneten Fahrzeuge Pionierfahrzeug genannt. Ebenso gab es den Hilfskraftwagen (HKW), der nach den jeweiligen Bedürfnissen verschiedenste Materialien für die technische Hilfeleistung und Zusatzausrüstung für die Brandbekämpfung transportierte (z. B. Aggregate, Schlauchmaterial, Tragkraftspritzen).
1951 präsentierte Magirus-Deutz auf der IAA den ersten Rüstwagen der Welt mit einem rundum drehbaren Kran.
1952 wurden bereits Rüstkraftwagen (RKW; auch Rüstkranwagen genannt) gebaut, die eine 7-t-Krananlage, Stromerzeuger und umfangreiches technisches Gerät transportierten.
1971 erschien ebenfalls bei Magirus-Deutz mit dem sogenannten Rüstwagen-Schiene das erste Feuerwehrfahrzeug der Welt, das sowohl schienen- als auch straßentauglich war. Es wurde z. B. von der Feuerwehr Frankfurt am Main für Einsätze in U-Bahn-Tunneln beschafft.
1972 erschien das zweite, fast baugleiche Schwesterfahrzeug des Rüstwagen-Schiene der Feuerwehr Frankfurt.

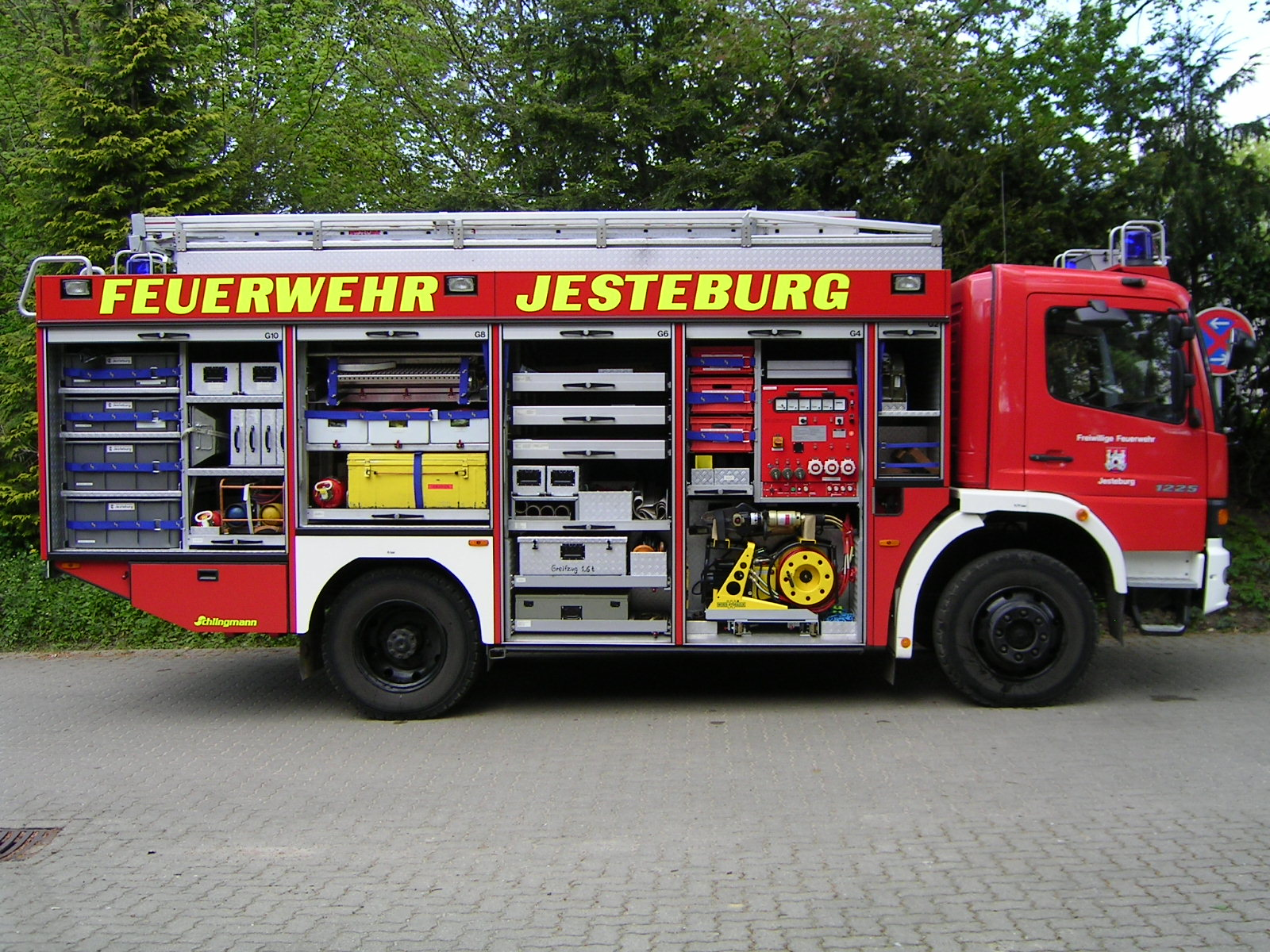
RW 2 (hier mit Zusatzbeladung Gefahrgut)

Seit den 1970er Jahren existierte in Baden-Württemberg ebenfalls eine Baurichtlinie für einen Rüstwagen-Säure, der allerdings nicht weit verbreitet war. Dieser führte Schutzkleidung und Auffanggeräte mit. Die Landesnorm ist mittlerweile zugunsten der regulären Rüstwagen und Gerätewagen Gefahrgut zurückgezogen worden.
Man unterschied früher nach der Norm DIN 14555 mehrere Rüstwagen-Typen. Alle zeichneten sich durch gemeinsame Merkmale wie Truppbesatzung, Allradantrieb, Generator usw. aus. Der vom Bund beschaffte RW 1 (nach DIN 14555 Teil 2), mit einem nominellen zulässigen Gesamtgewicht von 9 Tonnen, ist auf Magirus-Deutz-, Unimog 435- oder MAN-VW-Fahrgestell aufgebaut und bei mittelgroßen Feuerwehren stationiert, deren Aufkommen an Einsätzen der Technischen Hilfeleistung nicht die Anschaffung des größeren RW 2 (nach DIN 14555 Teil 3) mit 12 Tonnen rechtfertigte. Beide Fahrzeugtypen wurden im Juni 2002 mit Einführung der neuen DIN 14555-3 zusammengelegt. Die Norm des aktuellen RW liegt ausstattungstechnisch am ehesten zwischen den früheren RW 2 und RW 3. Der Entfall des RW 1 stieß insbesondere bei kleineren Feuerwehren vielerorts auf Kritik. Auch ohne Norm werden solche Fahrzeuge noch für Jahre im Einsatz sein.
Der noch größere Typus RW 3 war bereits Anfang der 1990er Jahre aus der Norm entfallen. Die Beschaffung von vier RW 3 mit Staffelkabine (RW 3-St) durch die Berliner Feuerwehr und von drei RW 3 mit Truppbesatzung durch die Feuerwehr München fanden jedoch noch nach diesem Zeitpunkt statt.

## Aufbau und Beladung

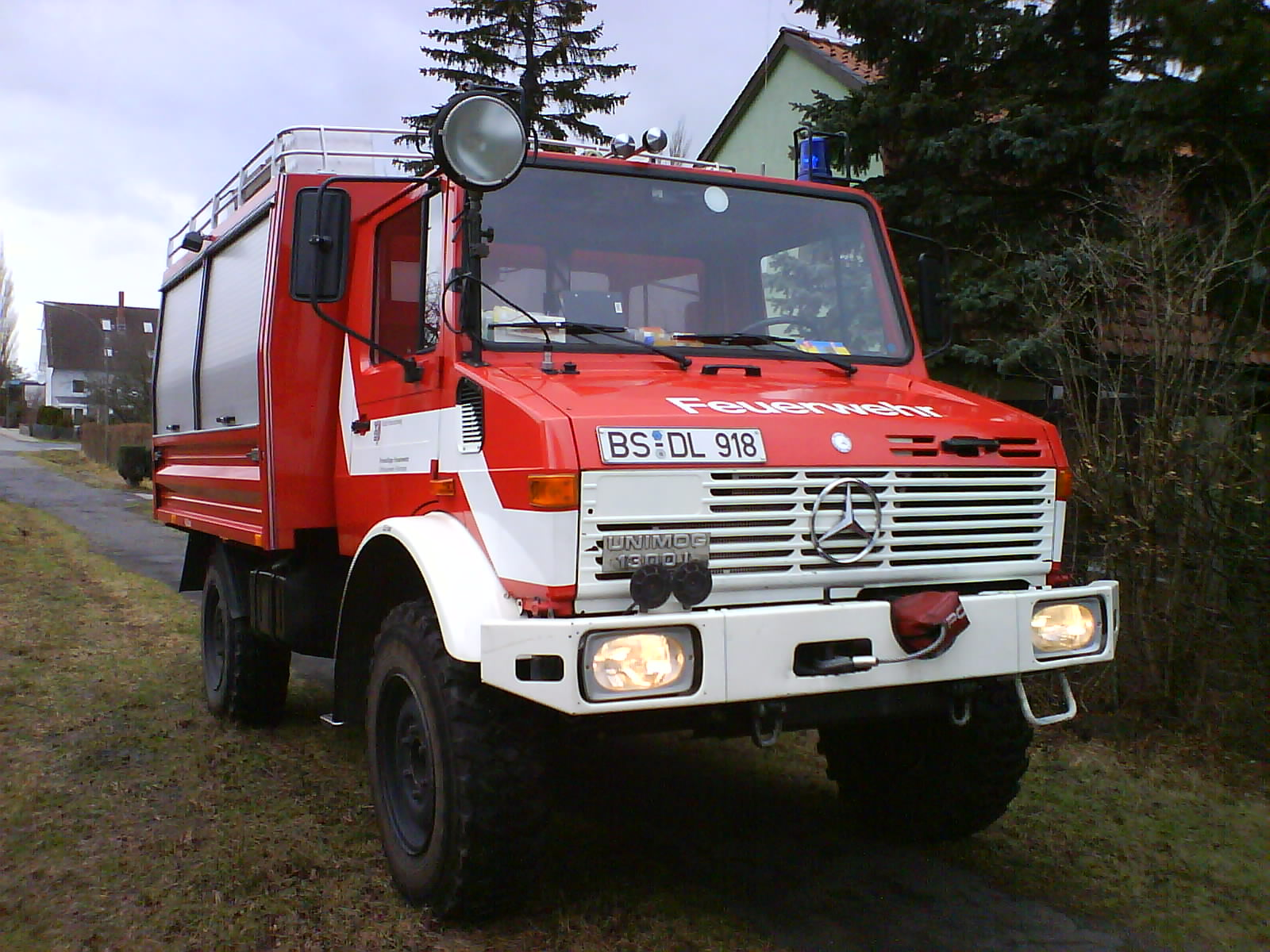
Typischer Rüstwagen 1

Allgemeine Anforderungen an Rüstwagen und Gerätewagen sind in DIN EN 1846-2 fixiert. Als nationale Norm für den RW ist in Deutschland die DIN 14555-3 einschlägig.
Rüstwagen werden auf einem Allradfahrgestell aufgebaut. Meist sind 7–9 Geräteräume, davon mehrere tiefgezogene vorhanden.
An der Fahrzeugfront befindet sich eine maschinelle Zugeinrichtung mit 50 (Minimalforderung) bis 100 kN Zugkraft (5–10 t), im Fahrzeugaufbau oder am Heck ein Lichtmast mit zwei Scheinwerfern mit einer Leistung von jeweils 1000 W, die vom fest in das Fahrzeug eingebauten Generator gespeist werden. Dieser Stromerzeuger hat eine Mindestleistung von 23 kVA. Auf einem RW liegen 308 Einzelteile (Standardbeladung). Hinzu kommt weitere Zusatzbeladung wie z. B. „Gerätesatz Ölbeseitigung“ (+ 110 Einzelteile) oder Wasserrettung. Andere seltenere Sonderausrüstungen können eine umfangreiche Gefahrgutausrüstung („Rüstwagen mit Sonderbeladung Gefahrgut“, RW-G) oder ein Kran sein.
Auf dem Rüstwagen befindet sich nach aktueller Normfassung außer Feuerlöschern (zwei mit Löschpulver und einer mit Löschschaum) sowie einer Feuerlöschdecke keine Ausrüstung zur Brandbekämpfung, jedoch eine umfangreiche Ausrüstung für die Technische Hilfeleistung. Hierzu zählen unter anderem eine umfangreiche Strom- und Beleuchtungsausstattung, Motorsäge, Säbelsäge, Trennschleifmaschine, ein Mehrzweckzug MZ 32, Elektronik-Bohrhammer, Akku-Schrauber, Bohr- und Abbruchhammer, Hebekissensatz, Plasmaschneider, hydraulischer Rettungssatz, Dichtungskasten, Verkehrsunfallkasten, Elektro-Werkzeugkasten, Wathosen, bestimmte weitere Schutzkleidung, Baustützen, Kanthölzer sowie Zubehör.

## Ähnliche Fahrzeuge
- Kleine, nicht genormte Vorausrüstwagen, Vorausgerätewagen oder auch Kleineinsatzfahrzeuge mit stark reduzierter Beladung sollen den Unfallort schneller erreichen.
- Ein RW 1 ohne maschinelle Zugeinrichtung und Allradantrieb ist in Niedersachsen als Gerätewagen Zusatzbeladung landesrechtlich genormt.
- Bei den relativ neuen Hilfeleistungslöschgruppenfahrzeugen (HLF) wird ein (nahezu vollwertiges) Löschgruppenfahrzeug (LF) um eine zusätzliche Beladung zur technischen Hilfeleistung ergänzt. Letztere kann aber allenfalls einen RW 1 ersetzen. Die Ausstattung eines RW (nach derzeitiger Norm), RW 2 oder RW 3 (beide nach zurückgezogenen Normen) geht aber im Bereich der technischen Hilfeleistung über die eines Hilfeleistungslöschgruppenfahrzeugs deutlich hinaus.
- Die beim Technischen Hilfswerk verwendeten Gerätekraftwagen sind den Rüstwagen der Feuerwehr ähnlich. Sie verfügen unter anderem über eine Mannschaftskabine zur Aufnahme einer Gruppe.

## Belege
1. ↑  In Bayern gilt für Rüstwagen neuerdings eine maximale zulässige Gesamtmasse von 16 Tonnen, vgl. Bayerisches Staatsministerium des Inneren, für Bau und Verkehr (2014): Feuerwehr-Zuwendungsrichtlinien; Abweichungen von Normvorgaben bei Feuerwehrfahrzeugen – Ergänzung, Pkt. 2.
2. ↑  RKW 10 auf alga.de
3. 1 2  Museums-Depeche. Informationsschrift des Feuerwehrgeschichts- und Museumsvereins Frankfurt am Main e. V. (2010, 4. Auflage), S. 6.
4. ↑  Bundesamt für Bevölkerungsschutz und Katastrophenhilfe: Typenblatt Rüstwagen Magirus-Deutz F 130 M 7 FAL
5. ↑  Bundesamt für Bevölkerungsschutz und Katastrophenhilfe: Typenblatt Rüstwagen Unimog U 1300 L (Memento vom 1. Februar 2018 im Internet Archive)
6. ↑  Bundesamt für Bevölkerungsschutz und Katastrophenhilfe: Typenblatt Rüstwagen MAN-VW 8.136 FAE, Typ 565
7. ↑  Vgl. zum Begriff des Zusammenlegens von RW 1 und RW 2 zu einem RW: DIN 14555-1 Rüstwagen und Gerätewagen – Teil 1: Allgemeine Anforderungen
8. ↑  DIN 14555-1 Rüstwagen und Gerätewagen – Teil 1: Allgemeine Anforderungen
9. ↑  Normübersichtsseite für einen RW (nach aktueller DIN-Norm) auf din.de
10. 1 2  Staatliche Feuerwehrschule Regensburg (2015): Mindestausrüstung Rüstwagen RW – Ausgabe 05/2007 (Memento vom 28. September 2015 im Internet Archive)